# Secours ouvrier international

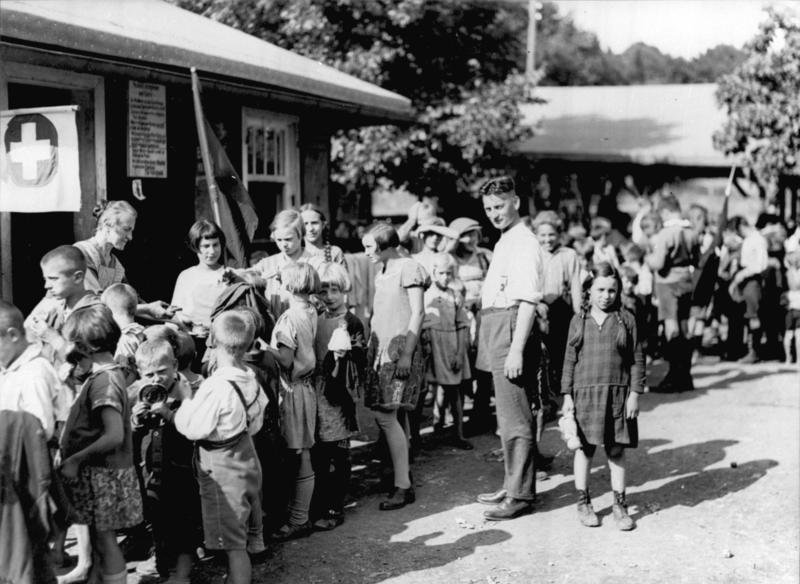
Dans un camp de vacances du secours ouvrier international à Waldheim Stuttgart-Sillenbuch, des enfants d'ouvriers se reposent.

Le Secours ouvrier international (en russe : Международная рабочая помощь, en allemand : Internationale Arbeiter-Hilfe (IAH)), est un organisme de solidarité créé à Berlin en 1921 en vue de venir en aide aux populations soviétiques victimes de la famine de 1921.
Mis sur pied par le propagandiste Willi Münzenberg, membre du Parti communiste d'Allemagne (KPD), le Secours ouvrier international devient au cours des années 1920 et 1930 l'un des nombreux organismes chargés de faire progresser la cause communiste à l'étranger.

## Historique
Le Secours ouvrier international est fondé à Berlin le 12 septembre 1921 en réponse à un appel lancé par Lénine en vue de subvenir aux besoins des populations riveraines de la Volga victimes de la famine survenue après la sécheresse ayant eu pour conséquence une baisse de production céréalière et maraîchère. C'est la communauté allemande implantée dans ces régions qui a le plus souffert de ce fléau qui s'est transformé en une véritable catastrophe humanitaire quand les forces bolcheviques connues sous le surnom de "balai de fer" ont lancé une campagne massive de recouvrement des impôts et ont saisi les ressources alimentaires afin de les redistribuer à d'autres régions de Russie soviétique.
L'appel de Lénine à une aide internationale est aussi motivé par son désir de contrecarrer l'influence de l'American Relief Administration (en) (ARA) de Herbert Hoover en fournissant une aide alimentaire aux populations de la Volga et d'autres pays de l'Europe de l'Est.
En Allemagne, les ouvriers se sont engagés à prester des heures supplémentaires et à mettre de côté leurs excédents de production de machines et de biens de consommation. Par après, des collectes de fonds ont été organisées en faveur des travailleurs soviétiques.
Le Secours ouvrier international a été mis sur pied par Willi Münzenberg, membre du Parti communiste d'Allemagne (KPD) et propagandiste actif. Lénine a connu Münzenberg grâce à ses activités en tant que chef de file de la jeunesse communiste internationale. Grâce à un financement du gouvernement soviétique, Münzenberg a rapidement mis en place une série d'organisations de bienveillance comme, entre autres, les Amis de la Russie soviétique (FSR), dont Clara Zetkin, personnalité politique socialiste et militante des droits de la femme, a été présidente jusqu'à sa mort survenue en 1933. Ces organisations de secours mises en place par Münzenberg, conçues comme un moyen de lever des fonds à partir d'une large coalition de groupements de gauche, dissimulaient cependant le rôle du gouvernement soviétique dans l'organisation de ces groupes, car cela aurait entravé les collectes de fonds.
Par après, le Secours ouvrier international a instauré le programme d'assistance industrielle venant en aide aux travailleurs — aussi bien allemands que d'autres nationalités — victimes des effets de grèves, de conflits armés ou de catastrophes naturelles par la distribution de vêtements, de nourriture et de fonds. Le financement initial de ce programme fut assuré par un financement secret des soviétiques sous la forme d'un don de dix millions de roubles papier (sovznaki) émis directement par la Banque centrale soviétique. La plus grande part de l'aide ultérieure a été assurée par des crédits bancaires garantis par le Kremlin. D'autres ressources proviennent de la vente de biens confisqués ainsi que de la vente de matériel offert à l'Union soviétique comme ces tracteurs vendus à des soumissionnaires privés et à des entreprises soviétiques.

## La propagande
Münzenberg s'est rendu compte du potentiel que l'industrie cinématographique avait en termes de propagande, et donc le Secours ouvrier international, en plus d'importer des films soviétiques, s'est lancé dans la production de leurs propres films. En 1922, Münzenberg fonde
Aufbau Industrie und Handels AG, chargée de distribuer les films soviétiques. Hermann Basler, dirigeant du
bureau de distribution de films, a pu présenter en mars 1923 Polikouchka — un film de 1922 du réalisateur Alexander Sanin — qui fut le premier film soviétique présenté dans les cinémas allemands.
La République de Weimar ayant édicté une réglementation stricte sur l'importation de films étrangers, le Secours ouvrier international transfère ses activités en 1924 à Vienne (Autriche). Aux débuts, seulement un film y a été produit, le premier film de Kurt Bernhardt, Namenlose Helden, un court métrage réalisé en 1924. Ce n'est que dans les années 1930 que la production a démarré avec, entre autres, Kuhle Wampe (1931/32).
En 1928, cependant, des films documentaires communistes étaient produits par la société de production World film.
Le Secours ouvrier international était aussi actif aux États-Unis et a ainsi organisé le tournage du film Passaic, grève textile en même temps qu'il soutenait ce mouvement de grève. Il a également joué un rôle dans la fondation de la Workers Film and Photo League.
De nombreux intellectuels de gauche ont soutenu le Secours ouvrier international dont Martin Andersen Nexö, Henri Barbusse, Maxime Gorki, George Grosz, Maximilian Harden, Arthur Holitscher, Käthe Kollwitz,
George Bernard Shaw, Upton Sinclair et Ernst Toller.

## Dissolution
Après la prise du pouvoir par les nazis en 1933, les actions du Secours ouvrier international ont été contrecarrées par ceux-ci.
Le Secrétariat du Comité exécutif de l'Internationale communiste a décidé de mettre fin à ses activités en octobre 1935, mais la décision n'a pas été annoncée publiquement. Certaines fonctions furent cependant poursuivies par le Secours rouge international.